# Schmalspurbahn Herrnhut–Bernstadt
| Ausschnitt der Streckenkarte Sachsen von 1902 |                               |                                           |                                           |
| Streckennummer: | sä. HB                        |                                           |                                           |
| Kursbuchstrecke: | 135k (1934) 161c (1944, 1946) |                                           |                                           |
| Streckenlänge: | 10,104 km                     |                                           |                                           |
| Spurweite: | 750 mm (Schmalspur)           |                                           |                                           |
| Maximale Neigung: | 25 ‰                          |                                           |                                           |
| Minimaler Radius: | 100 m                         |                                           |                                           |
| Streckengeschwindigkeit: | 30 km/h                       |                                           |                                           |
| |                               |                                           |                                           |
| \| \| 0,000 \| Herrnhut \| 344 m \| \| \| \| Anschluss von Bahnstrecke Zittau–Löbau \| \| \| \| 1,50 \| Niederstrahwalde \| 326 m \| \| \| 3,07 \| Anschl. Gustav Paul \| Anschl. Gustav Paul \| \| \| 3,33 \| Berthelsdorf (b Herrnhut) \| 292 m \| \| \| 5,87 \| Rennersdorf (Oberlausitz) \| 258 m \| \| \| \| früher Oberrennersdorf \| \| \| \| 7,01 \| Rennersdorf (Oberlausitz) Hp \| 249 m \| \| \| \| früher Niederrennersdorf \| \| \| \| 8,70 \| Kunnersdorf a. d. Eigen \| 239 m \| \| \| 9,68 \| Brücke Bernstadt (Pließnitzviadukt; 68 m) \| Brücke Bernstadt (Pließnitzviadukt; 68 m) \| \| \| 10,104 \| Bernstadt (Oberlausitz) \| 234 m \| |                               |                                           |                                           |
| Kopfbahnhof Streckenanfang (Strecke außer Betrieb) | 0,000                         | Herrnhut                                  | 344 m                                     |
| Strecke (außer Betrieb) |                               | Anschluss von Bahnstrecke Zittau–Löbau    | Anschluss von Bahnstrecke Zittau–Löbau    |
| Haltepunkt / Haltestelle (Strecke außer Betrieb) | 1,50                          | Niederstrahwalde                          | 326 m                                     |
| Abzweig geradeaus und nach links (Strecke außer Betrieb) | 3,07                          | Anschl. Gustav Paul                       | Anschl. Gustav Paul                       |
| Haltepunkt / Haltestelle (Strecke außer Betrieb) | 3,33                          | Berthelsdorf (b Herrnhut)                 | 292 m                                     |
| Haltepunkt / Haltestelle (Strecke außer Betrieb) | 5,87                          | Rennersdorf (Oberlausitz)                 | 258 m                                     |
| Strecke (außer Betrieb) |                               | früher Oberrennersdorf                    | früher Oberrennersdorf                    |
| Haltepunkt / Haltestelle (Strecke außer Betrieb) | 7,01                          | Rennersdorf (Oberlausitz) Hp              | 249 m                                     |
| Strecke (außer Betrieb) |                               | früher Niederrennersdorf                  | früher Niederrennersdorf                  |
| Haltepunkt / Haltestelle (Strecke außer Betrieb) | 8,70                          | Kunnersdorf a. d. Eigen                   | 239 m                                     |
| Brücke (Strecke außer Betrieb) | 9,68                          | Brücke Bernstadt (Pließnitzviadukt; 68 m) | Brücke Bernstadt (Pließnitzviadukt; 68 m) |
| Kopfbahnhof Streckenende (Strecke außer Betrieb) | 10,104                        | Bernstadt (Oberlausitz)                   | 234 m                                     |

Die Schmalspurbahn Herrnhut–Bernstadt (Pließnitztalbahn) war eine sächsische Schmalspurbahn mit 750 mm Spurweite in der Oberlausitz. Sie zweigte in Herrnhut von der Bahnstrecke Zittau–Löbau ab und führte durch das Pließnitztal nach Bernstadt auf dem Eigen. Die Strecke wurde im Herbst 1945 als Reparationsleistung für die Sowjetunion abgebaut.

## Geschichte
Schon 1874 machte man sich Gedanken über eine mögliche Normalspurstrecke von Löbau über Herwigsdorf, Kemnitz nach Bernstadt oder eine Schmalspurbahn von Herrnhut nach Bernstadt a. d. Eigen. Eine Normalspurstrecke wäre viel teurer und aufwändiger gewesen. Im September 1892 begannen die Arbeiten, nachdem der Landtag eine Konzession für die Schmalspurvariante Herrnhut-Bernstadt auf dem Eigen erteilt hatte. Am 30. November 1893 wurde die Strecke eröffnet.
1897 waren Ausbesserungsarbeiten wegen Unwetterschäden notwendig. Darüber wurde im „Statistischen Bericht über die den Betrieb der unter Königlich Sächsischer Staatsverwaltung stehenden Staats- und Privatbahnen“, erschienen 1898, festgehalten: „Jnfolge Hochwassers im Tale der Pließnitz- und des Petersbaches war an verschiedenen Stellen der Linie Herrnhut–Bernstadt die Herstellung von neuen Ufermauern sowie Ufer- und Böschungsbefestigungen erforderlich. Der Verkehr war nur am 30. Juli (1897, Anm.) unterbrochen.“ Knapp 30 Jahre später folgten nachträgliche Anbauten am Lokomotivschuppen in Bernstadt. 1923 wurde im Bahnhof Herrnhut die Weiche 15 verschoben, weil damit das Umladegleis verlängert werden konnte. Die anfangs gebaute Anlage war zu klein bemessen. Für die in Herrnhut geführten Kassengeschäfte, die die Schmalspurstrecke betrafen, wurde 1923 (dem Jahr der Hyperinflation in Deutschland) ein Kassenverwalter beschäftigt. Zuvor war das eine der Aufgabe des Bahnhofsvorstehers. Der Bahnhof Bernstadt (Oberlausitz) wurde stoßweise beansprucht, in Herrnhut fehlte es an Umladepersonal, das wurde in einem Schreiben an die Generaldirektion 1925 beklagt und nochmals der Einsatz von Rollböcken vorgeschlagen. Deren Einführung unterblieb vermutlich wegen zu hoher Kosten. 1924 schloss die Reichsbahn den Haltepunkt Niederstrahwalde, weil er kaum genutzt worden war.
Vom Zweiten Weltkrieg blieb das Gebiet weitgehend verschont. Nach Kriegsende ließen sich hier gut Betteltouren für Lebensmittel unternehmen; die seit Ende Mai 1945 mit drei Zugpaaren wieder verkehrende Schmalspurbahn transportierte die bettelnden Menschen.
Kurz nach Ende des Zweiten Weltkrieges fiel die Strecke unter die Reparationsleistungen für die Sowjetunion. Am 2. Oktober 1945 wurde der Verkehr eingestellt. Unmittelbar darauf wurde die Strecke durch dienstverpflichtete Männer aus den umliegenden Ortschaften abgebaut. Die Lokomotiven und Wagen wurden im Juni 1946 in Richtung Sowjetunion abtransportiert. Nach den Aufzeichnungen des Bahnhofsvorstehers in Bernstadt wurde die Strecke bis Kunnersdorf a. d. Eigen vom 1. bis 16. Oktober 1945 abgebrochen. In erhalten gebliebenen Bahnfernschreiben und Telegrammen der Reichsbahndirektion Dresden an die Hauptverwaltung der Deutschen Reichsbahn in Berlin wird jedoch über den Demontagebeginn am 22. September 1945 berichtet. Vom 11. November bis 15. Dezember 1945 ging der Abbau weiter. Abtransportiert wurden Weichen, Schienen, Kleineisenteile und die Lokomotive 99 558. Schwellen gehörten nicht zum Reparationsgut. Die Hochbauten blieben stehen; manche sind heute noch zu sehen, beispielsweise die Wartehäuschen von Niederstrahwalde und Oberrennersdorf und das Empfangsgebäude des Bahnhofs Bernstadt (Oberlausitz). Einige Stücke vom Bahndamm und ein Brückenwiderlager sind bis heute erhalten.
Parallel zum laufenden Abbau genehmigte in einem Schreiben vom 6. November 1945 die Hauptverwaltung der Deutschen Reichsbahn in Berlin der Reichsbahndirektion Dresden den Wiederaufbau der Strecke und der Verbindung Taubenheim–Dürrhennersdorf, allerdings nicht mit den im Abbau befindlichen Oberbaustoffen, sondern „unter Nutzung von Reservematerial“, das in jener Zeit nicht zu beschaffen war bzw. de facto nicht existierte. Noch in einer 1967 erschienenen Übersichtskarte des Reichsbahndirektionsbezirks Dresden vom August 1967 war die Stichbahn Herrnhut–Bernstadt (Oberlausitz) eingezeichnet, allerdings mit dem Zusatz „Bahnkörper ohne Gleis“.

## Fahrzeugeinsatz
Die eingesetzten Lokomotiven und Wagen entsprachen den allgemeinen sächsischen Bau- und Beschaffungsvorschriften für die Schmalspurbahnen und konnten daher freizügig mit Fahrzeugen anderer sächsischer Schmalspurstrecken getauscht werden.
In den Anfangsjahren kamen zunächst die dreifach gekuppelten I K-Lokomotiven auf der Strecke zum Einsatz. Ab 1926 bis zur Stilllegung 1945 wurde der Zugverkehr ausschließlich von der leistungsstärkeren Gattung IV K bewältigt.
Für den spärlichen Personenverkehr standen stets nur wenige Reisezugwagen zur Verfügung. 1893 waren vier zweiachsige und ein vierachsiger Wagen mit insgesamt 126 Plätzen vorhanden. Um 1925 wurden die zweiachsigen durch vierachsige Wagen ersetzt. Der Güterverkehr wurde mit Schmalspurgüterwagen abgewickelt, ein Rollfahrzeugverkehr wurde nicht eingeführt.

## Galerie

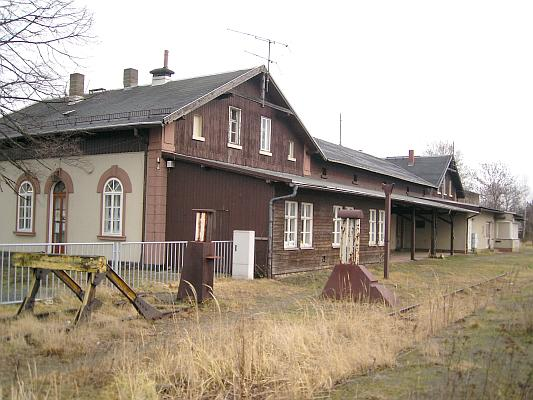
Normalspur-Bahnhof Herrnhut
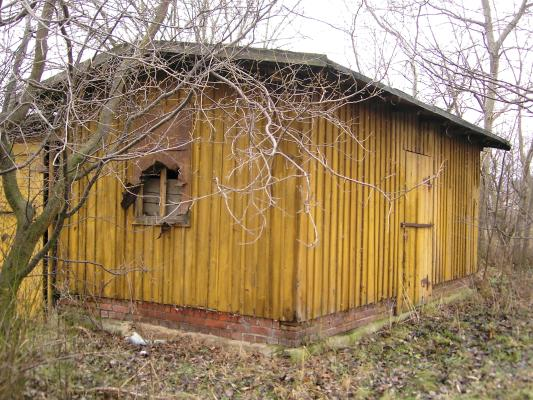
Haltepunkt Niederstrahwalde
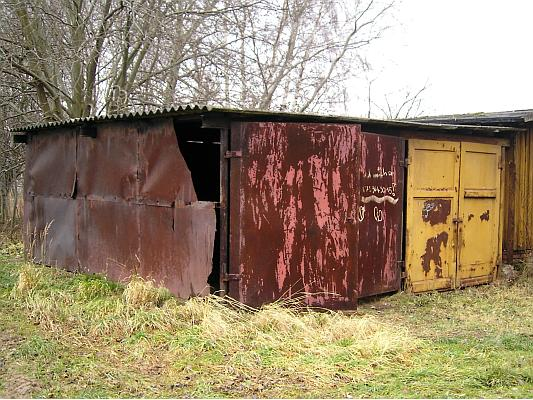
Niederstrahwalde
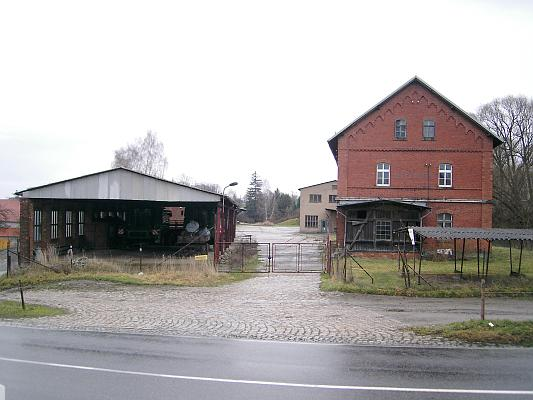
Einfahrt in Bernstadt
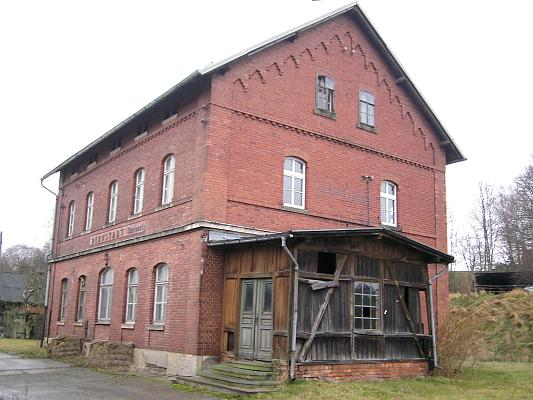
Bahnhof Bernstadt
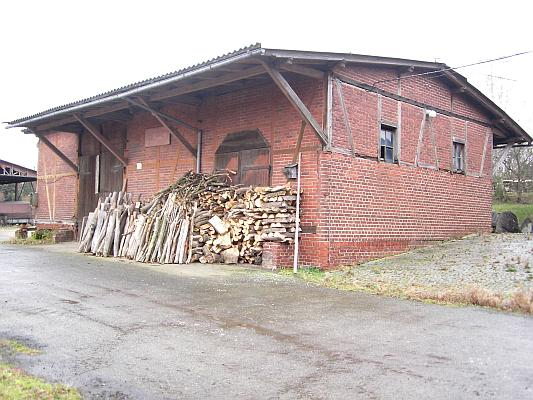
Güterabfertigung Bernstadt